# Flughafen Istanbul-Sabiha Gökçen

i8
i11
i13

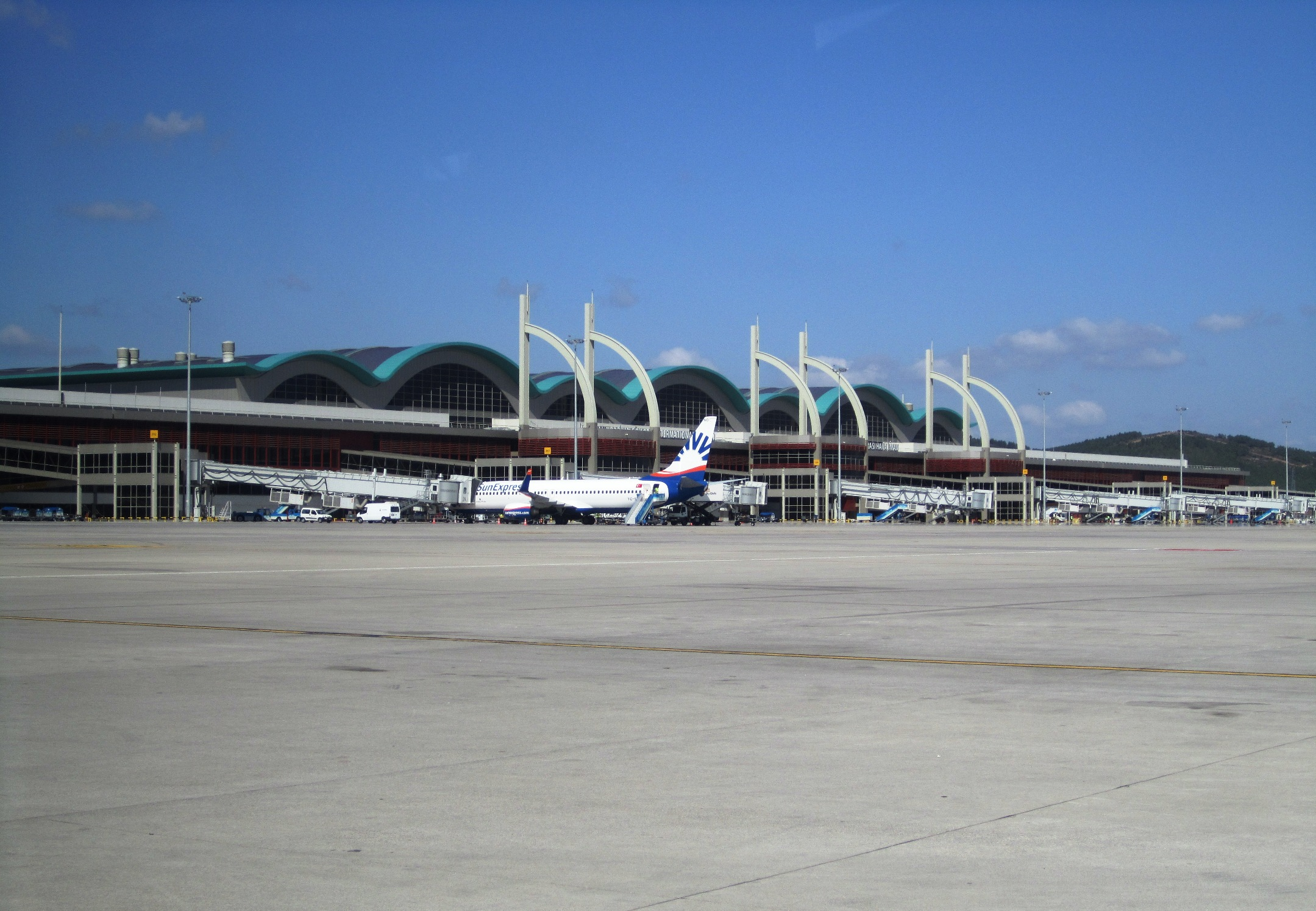
Vorfeldansicht

Der Flughafen Istanbul-Sabiha Gökçen (türkisch Sabiha Gökçen Uluslararası Havalimanı, IATA-Code: SAW, ICAO-Code: LTFJ) in der Metropole Istanbul ist nach dem Flughafen Istanbul der zweitgrößte Verkehrsflughafen der Türkei. Der Flughafen liegt im kleinasiatischen Teil der Großstadtkommune Istanbul, etwa 40 km östlich des Bosporus im Istanbuler Landkreis Pendik. Er ist benannt nach der ersten Kampfpilotin der Welt, Sabiha Gökçen, der Adoptivtochter von Mustafa Kemal Atatürk. Der Flughafen fertigte im Jahr 2024 über 41 Millionen Passagiere ab.

## Geschichte

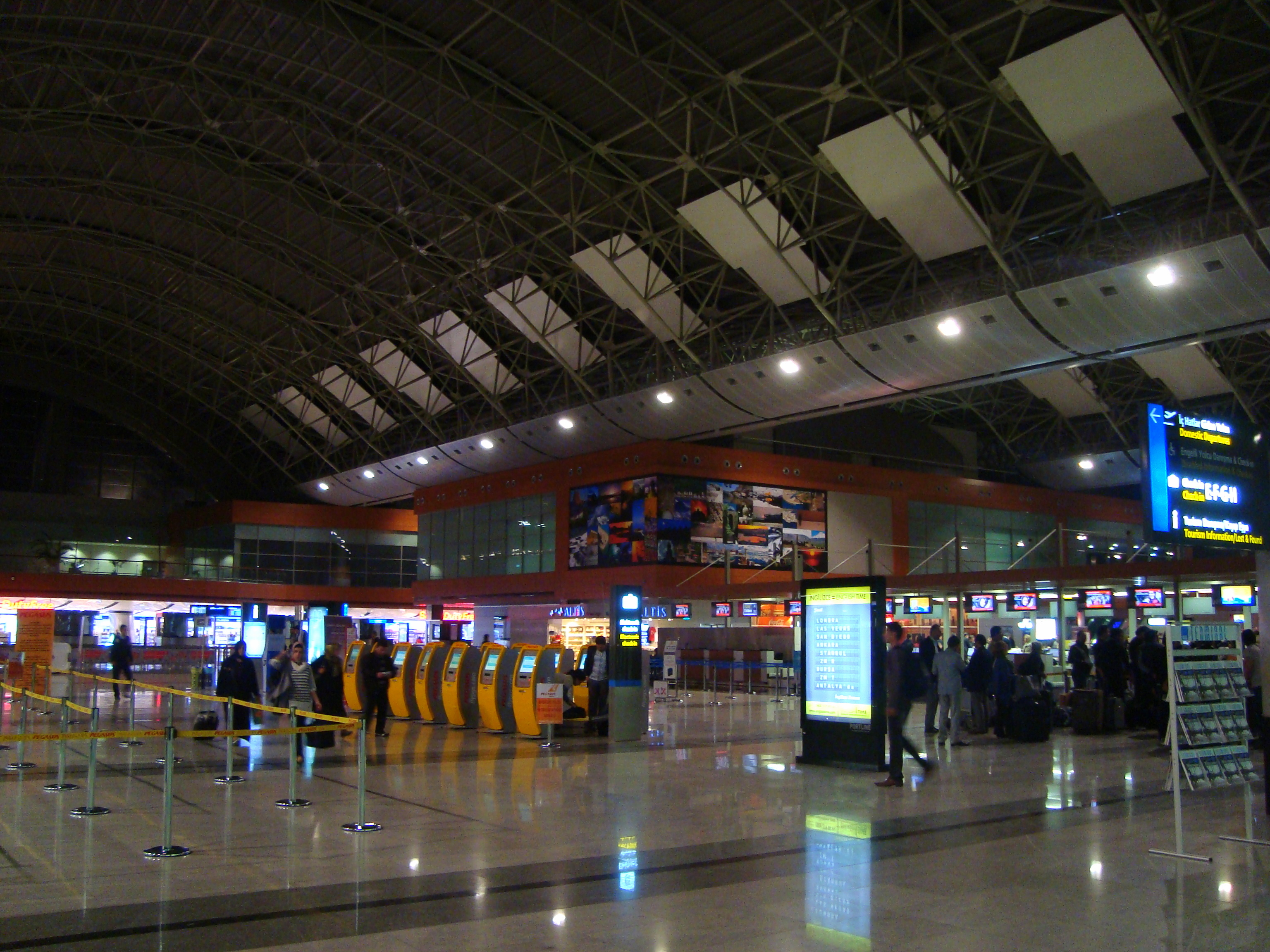
Abflughalle (2011)

### Hintergrund
1987 entschied das heutige Ministerium für Transport und Infrastruktur (damals Verkehrs-, Infrastruktur- und Kommunikationsministerium), dass in Kurtköy im Viertel Pendik auf dem asiatischen Teil Istanbuls ein sogenannter „Teknopark“ entstehen soll. Dieser soll einen Industriepark der „fortgeschrittenen Technologie“ beinhalten, der vor allem die Bereiche Transport, Außenhandel, Luftfahrt und Technologie abdeckt. Was den Bereich Luftfahrt anbelangt, so war ein zweiter Flughafen für Istanbul mit einer Kapazität von 3,5 Millionen Passagieren pro Jahr geplant. Über die definitive Kapazität wurde etwa drei Jahre lang diskutiert. 1990 flogen gerade mal etwas mehr als sechs Millionen Passagiere über den Atatürk-Flughafen, welcher 2018 knapp 68 Millionen Passagiere abfertigte. Zudem war zu diesem Zeitpunkt klar, dass der Flughafen Istanbul-Atatürk ausgebaut wird und ein zusätzliches Terminal mit einer Kapazität von 20 Millionen Passagieren pro Jahr erhalten wird, welches für internationale Flüge gebraucht wird. Während einige der Meinung waren, dass der Flughafen mindestens 10 Millionen Passagiere pro Jahr abfertigen müsse, gingen andere davon aus, dass der Atatürk-Flughafen reiche und damit ein zweiter Flughafen überflüssig sei. Schlussendlich wurden ein nationales Terminal mit einer Kapazität von 500.000 Passagieren pro Jahr und ein internationales Terminal mit einer Kapazität von drei Millionen Passagieren pro Jahr gebaut.

### Bau und erste Jahre
Die Grundsteinlegung erfolgte im Februar 1998. Die Errichtung des Flughafens dauerte drei Jahre und kostete 550 Millionen US-Dollar. Im Januar 2001 fand die Eröffnung und der Festakt mit der Namensgebung statt. Der Flughafen soll für die Umwandlung des Gebietes zu einer Technologiebasis ein ähnliches Vorbild sein, wie es damals Sabiha Gökçen für die Emanzipation der türkischen Frauen in allen Arbeitsgebieten war. Der Flughafen wurde bereits 2001 eröffnet, mit der Idee, Istanbuls Hauptflughafen Atatürk zu entlasten. Da jedoch die TAV Holding erst 2000 massiv in den Flughafen Istanbul-Atatürk investiert hatte, wurde der neue Flughafen Istanbul-Sabiha Gökçen bis 2004 kaum genutzt, um dem Investor finanzielle Einbußen zu ersparen.
2005 entschied sich die noch kleine Pegasus Airlines, den Flughafen Istanbul-Sabiha Gökçen als Hub zu nutzen und gab den Atatürk-Flughafen als Hub auf. Dieser Entscheid war einer der Schlüsselmomente für die Entwicklung und das Wachstum des Flughafens. Während das Passagiervolumen 2004 245.000 betrug, stieg es mit dem Zuzug von Pegasus Airlines 2005 auf bereits über eine Million. Das Wachstum setzte sich fort und so wurden 2007 3,7 Millionen Passagiere abgefertigt.

### Erster Ausbau
Der Flughafen war für ein deutlich geringeres Passagiervolumen als der Flughafen Atatürk ausgelegt. Er ist überschaubar, hat kurze Wege und kaum verkehrsbedingte Verspätungen. Wegen der Entfernung zum europäischen Stadtzentrum flogen aber die meisten großen Fluglinien nur den Flughafen Atatürk auf der europäischen Seite Istanbuls an. Das internationale Terminal war ursprünglich für drei Millionen Passagiere pro Jahr angelegt, das Inlandsterminal für 500.000 Passagiere pro Jahr. Im Juni 2007 erhielt die indische GMR Group den Auftrag, den Flughafen ab Mitte 2008 zu erweitern, um die Passagierkapazität zu erhöhen. Das Terminal wurde erweitert und damit die Passagierkapazität verdoppelt auf sieben Millionen.
Ab 1. März 2008 ist die İstanbul Sabiha Gökçen Uluslararası Havalimanı Yapım Yatırım ve İşletim A.Ş. Betreiber des Flughafens. Ab 2009 übernahm ein Konsortium bestehend aus der indischen GMR Infrastructure Ltd. (40 %), der türkischen Limak Insaat San. Ve Tic. A.S (Limak Holding) (40 %) und der malaysischen Malaysia Airports Holding Berhad (MAHB) (20 %) den Flughafen.
Im Oktober 2009 wurde die Kapazität des Flughafens schließlich auf 25 Mio. erweitert.

### Entwicklung seit 2010
Nach Sabiha Gökçen flogen aus dem Ausland überwiegend türkische Fluggesellschaften. Aber auch einige Charter- und Billigfluggesellschaften aus Europa und vor allem aus dem GUS-Raum ziehen diesen Flughafen vor. Turkish Airlines, Pegasus Airlines, AJet und einige weitere kleine Fluggesellschaften nutzen ihn für Inlandsverbindungen. Für Reisende aus Westeuropa sind vor allem die Verbindungen der Billiglinien interessant.

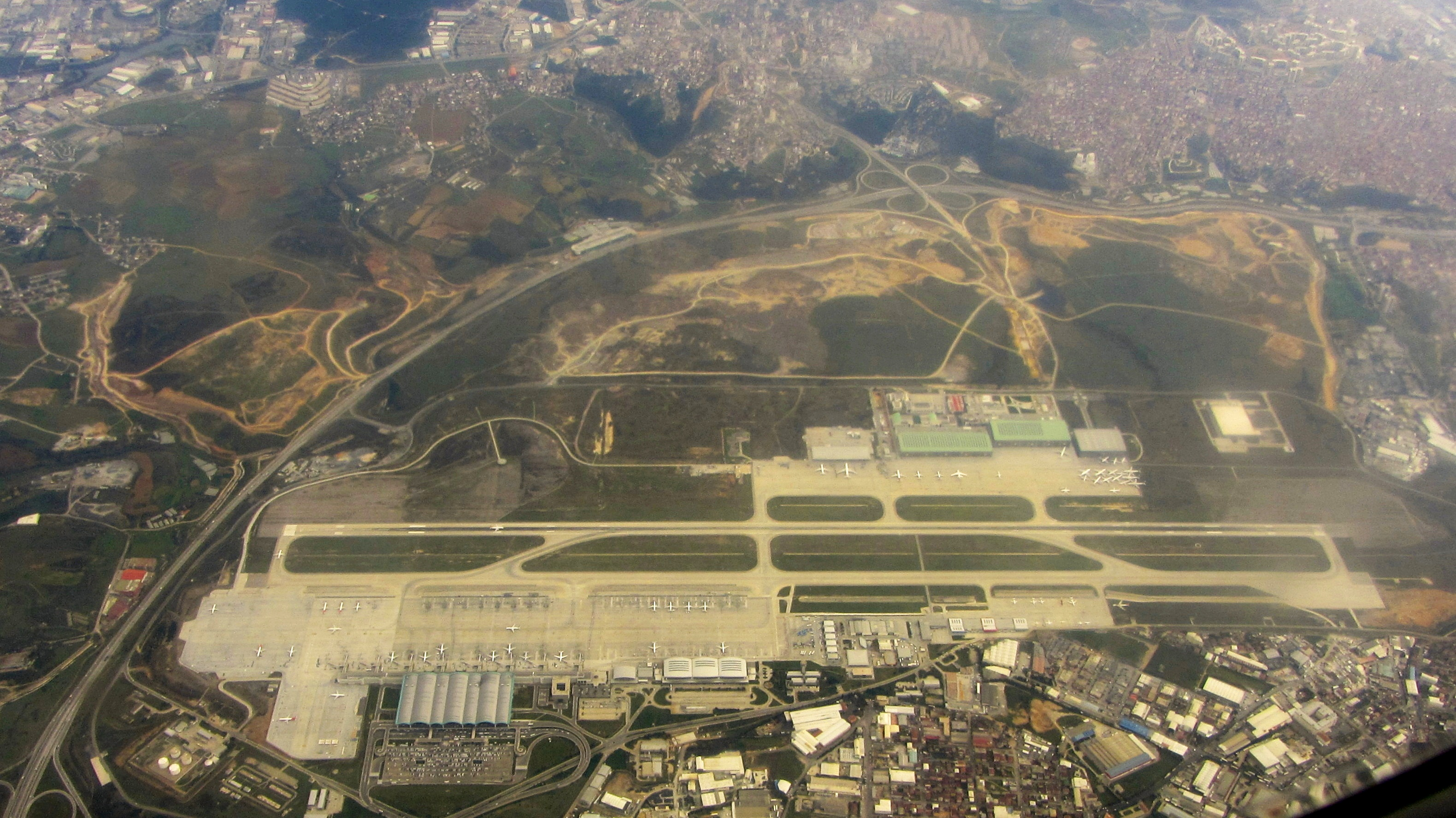
Luftbild des Flughafens vor dem Ausbau (2015)

Seit Anfang 2015 hält die malaysische Malaysia Airports Holding Berhad (MAHB) zu 100 % die Anteile an der Istanbul Sabiha Gökçen International Airport Investment Development and Operation Inc.
Im Jahr 2015 wurden mit 18.535.463 nationalen Passagieren und 9.576.975 internationalen Passagieren insgesamt 28.122.438 Passagiere abgefertigt, wobei man ein Passagierwachstum von 20 % gegenüber dem Vorjahr verzeichnen konnte. Der Flugverkehr stieg dabei mit 218.780 Flugbewegungen um 18 %.

### Zweiter Ausbau
Im Jahr 2014 wurde, nachdem mehr als 20 Millionen Passagiere den Flughafen genutzt hatten, entschieden, dass eine zweite Start- und Landebahn gebaut werden soll. Auf älteren Luftbildern ist deutlich zu sehen, dass lediglich südlich des Flughafens Platz für eine zusätzliche Start- und Landebahn vorhanden war. Um dieses Vorhaben realisieren zu können, musste aber zuerst die Verbindungsstraße Kurtköy-Pendik übertunnelt werden, um danach die Piste über die Straße führen zu können. 2015 begannen die Bauarbeiten für die zwei Tunnelröhren. Ursprünglich war die Fertigstellung der Start- und Landebahn für Ende 2017 vorgesehen. Dieses Datum wurde nicht eingehalten. Im Januar 2019 gab Cahit Turhan bekannt, dass die zweite Piste im Dezember 2019 fertiggestellt sein soll. Sobald die zweite Start- und Landebahn in Betrieb gegangen ist, ist vorgesehen, dass die erste Start- und Landebahn saniert werden soll. 2021 sollen dann beide Runways genutzt werden können.
Die zweite Start- und Landebahn wurde am 25. Dezember 2023 eröffnet. Sie erhöht die stündliche Kapazität von 40 auf 80 Flugbewegungen.
2018, noch während des Baus der zweiten Piste, hatte der Flughafenbetreiber bekannt gegeben, dass die Fläche zwischen den beiden Start- und Landebahnen für zusätzliche Passagierterminals genutzt werde. Dieser dreiteilige Ausbauschritt soll bis 2026 realisiert sein. Die erste Etappe beinhaltet ein Terminal, das im West-Teil des Areals entstehen und einen Anschluss an die Verbindungsstraße Kurtköy-Pendik haben soll. Damit würde die Kapazität des Flughafens von 25 Millionen Passagieren pro Jahr auf 35 erhöht. In einem zweiten Schritt würde ein Satellitenterminal, gleich gegenüber dem ersten Terminal, gebaut werden. So soll die Kapazität um weitere 5 Millionen Passagiere pro Jahr auf 40 Millionen Passagiere pro Jahr gesteigert werden. Als letztes soll ein zweites Satellitenterminal folgen, welches zwischen dem ersten Satellitenterminal und den HABOM-Einrichtungen der Turkish Airlines liegen wird. Schlussendlich soll der Flughafen Istanbul-Sabiha Gökçen eine Kapazität von 45 Millionen Passagieren pro Jahr haben.

## Fluggesellschaften und Ziele
Die bedeutendste Fluggesellschaft am Flughafen Istanbul-Sabiha Gökçen ist Pegasus Airlines, welche seit 2005 den Flughafen als Drehkreuz nutzt.
Nachdem Pegasus Airlines immer mehr Flüge angeboten hatte, reagierte Turkish Airlines und richtete den Flughafen Sabiha Gökçen 2009 als zweites Drehkreuz für ihre Marke AJet ein. AJet ist eine Billigfluggesellschaft und sollte so mit Pegasus Airlines konkurrieren. Turkish Airlines selbst flog den Flughafen erst ab 2015 an. 
Während AJet die Inlandsflüge durchführte, flog Turkish Airlines nur ins Ausland. Zusammen führten sie 27 % aller Flüge am Flughafen Sabiha Gökçen durch. Im Januar 2020 gab die Leitung der Turkish Airlines bekannt, sämtliche Flüge am Flughafen Sabiha Gökçen an die AJet abzutreten. Turkish Airlines als „premium-carrier“ werde sich auf den Flughafen Istanbul konzentrieren, während AJet mit den tieferen Preisen/Kosten und höherer Sitzkapazität (ausschließlich Economy Class) Pegasus Airlines stärker Konkurrenz machen soll.

## Statistiken
| Jahr   | Inland     | Inland     | International | International | Gesamt     | Gesamt    |
| Jahr   | Anzahl     | Änderung   | Anzahl        | Änderung      | Anzahl     | Änderung  |
| ------ | ---------- | ---------- | ------------- | ------------- | ---------- | --------- |
| 2024 * | 19.509.605 | ▲ 10,5 %   | 21.973.296    | ▲ 13,5 %      | 41.482.901 | ▲ 12,0 %  |
| 2023   | 17.661.416 | ▲ 16,0 %   | 19.368.589    | ▲ 24,5 %      | 37.030.005 | ▲ 20,3 %  |
| 2022   | 15.218.165 | ▼ 5,4 %    | 15.551.563    | ▲ 76,6 %      | 30.769.728 | ▲ 23,6 %  |
| 2021   | 16.122.988 | ▲ 38,0 %   | 8.845.773     | ▲ 68,1 %      | 24.968.761 | ▲ 47,3 %  |
| 2020   | 11.699.916 | ▼ 45,4 %   | 5.266.656     | ▼ 62,5 %      | 16.966.572 | ▼ 52,2 %  |
| 2019   | 21.415.596 | ▼ 4,7 %    | 14.057.256    | ▲ 20,5 %      | 35.472.852 | ▲ 3,9 %   |
| 2018   | 22.468.820 | ▲ 6,6 %    | 11.667.696    | ▲ 13,2 %      | 34.136.516 | ▲ 8,8 %   |
| 2017   | 21.075.833 | ▲ 4,4 %    | 10.310.205    | ▲ 8,9 %       | 31.386.038 | ▲ 5,8 %   |
| 2016   | 20.196.261 | ▲ 9,0 %    | 9.471.592     | ▼ 1,2 %       | 29.667.853 | ▲ 5,5 %   |
| 2015   | 18.525.649 | ▲ 23,9 %   | 9.583.089     | ▲ 12,2 %      | 28.108.738 | ▲ 19,6 %  |
| 2014   | 14.955.571 | ▲ 25,4 %   | 8.539.075     | ▲ 29,5 %      | 23.494.646 | ▲ 26,8 %  |
| 2013   | 11.928.074 | ▲ 22,8 %   | 6.593.688     | ▲ 33,5 %      | 18.521.762 | ▲ 26,1 %  |
| 2012   | 9.710.105  | ▲ 11,6 %   | 4.975.947     | ▲ 12,6 %      | 14.686.052 | ▲ 11,9 %  |
| 2011   | 8.704.249  | ▲ 15,1 %   | 4.420.421     | ▲ 13,2 %      | 13.124.670 | ▲ 14,1 %  |
| 2010   | 7.489.479  | ▲ 66,0 %   | 3.700.199     | ▲ 84,4 %      | 11.189.678 | ▲ 71,7 %  |
| 2009   | 4.510.895  | ▲ 63,2 %   | 2.006.591     | ▲ 32,3 %      | 6.517.486  | ▲ 52,2 %  |
| 2008   | 2.764.856  | ▲ 9,3 %    | 1.516.337     | ▲ 27,2 %      | 4.281.193  | ▲ 15,1 %  |
| 2007   | 2.528.549  | ▲ 17,4 %   | 1.191.946     | ▲ 56,2 %      | 3.720.495  | ▲ 27,6 %  |
| 2006   | 2.153.561  | ▲ 284,7 %  | 762.893       | ▲ 65,9 %      | 2.916.454  | ▲ 186,0 % |
| 2005   | 559.824    | ▲ 5323,1 % | 459.922       | ▲ 95,5 %      | 1.019.746  | ▲ 315,2 % |
| 2004   | 10.323     | ▲ 265,3 %  | 235.278       | ▲ 52,4 %      | 245.601    | ▲ 56,3 %  |
| 2003   | 2.826      | –          | 154.346       | –             | 157.172    | –         |

| Jahr   | Frachtaufkommen          | Frachtaufkommen |
| Jahr   | Ladung, Fracht, Post [t] | Änderung        |
| ------ | ------------------------ | --------------- |
| 2018 * | 332.182                  | ▼ 4,6 %         |
| 2017   | 348.022                  | ▲ 2,0 %         |
| 2016   | 341.215                  | ▲ 3,6 %         |
| 2015   | 329.409                  | ▲ 16,4 %        |
| 2014   | 283.065                  | ▲ 23,4 %        |
| 2013   | 229.387                  | ▲ 29,8 %        |
| 2012   | 176.751                  | ▼ 3,9 %         |
| 2011   | 184.013                  | ▲ 7,3 %         |
| 2010   | 171.524                  | ▲ 36,5 %        |
| 2009   | 125.699                  | –               |

## Verkehrsanbindung
Seit dem 2. Oktober 2022 ist der Flughafen an das U-Bahn-Netz Istanbuls angeschlossen. Die Fahrzeit mit der M4 bis Kadıköy beträgt 46 Minuten. Derzeit im Bau befindet sich die M10, die den Flughafen mit dem Bahnhof Pendik verbinden soll, an dem die Hochgeschwindigkeitszüge nach Ankara halten.

## Zwischenfälle
- Am 23. Dezember 2015 wurde der Flughafen von der TAK mit Mörsern beschossen. Dabei wurde eine Reinigungskraft getötet, eine weitere verletzt und 5 Flugzeuge beschädigt.[22]

- Am 5. Februar 2020 setzte die Boeing 737-800 der türkischen Billigfluggesellschaft Pegasus Airlines (Pegasus-Airlines-Flug 2193) mit dem Luftfahrzeugkennzeichen TC-IZK bei stürmischem Regen erst 1950 Meter nach der Landeschwelle und damit nur 1000 Meter vor dem Ende der Landebahn auf, geriet über das Pistenende hinaus und kollidierte nach 200 Metern mit einer Mauer, wobei der Rumpf des Flugzeuges in drei Teile zerbrach.[23] Trotz einer höchstzulässigen Rückenwindkomponente waren die Piloten mit einem Rückenwind von 19 Knoten, in Böen 31 Knoten auf der nassen Bahn gelandet. Bei dem Zwischenfall wurden drei Passagiere getötet und zahlreiche Personen zum Teil schwer verletzt.[24][25]